# Абу Нидаль
Абу Нидаль (араб. أبو نضال‎, от «нидаль» — борьба, 16 мая 1937, Яффа, Подмандатная Палестина — 16 августа 2002, Багдад, Ирак), настоящее имя Сабри Халиль аль-Банна (араб. صبري خليل البنا‎) — палестинский националист и террорист; до Усамы бин Ладена считался опаснейшим террористом в мире.

## Биография
Абу Нидаль родился в Яффо в состоятельной семье, бежавшей в Шхем после арабо-израильской войны 1948—1949 годов.
После Шестидневной войны перебрался в Саудовскую Аравию, где работал учителем. В середине 1960-х вступил в Фатх, и в 1969 был назначен главой отделения Фатха сначала в Судане, потом в Ираке.
Во время пребывания в Ираке Абу Нидаль наладил связи с иракской разведкой. Он видел в Ясире Арафате предателя палестинской национальной идеи, так как тот был готов действовать и дипломатически. В 1973 Абу Нидаль был приговорён к смерти судом Фатха, скрылся с помощью иракцев и основал террористическую организацию под названием «Революционный совет „Фатх“» (араб.: فتح المجلس الثوري), известную также, как Организация Абу Нидаля (ОАН). Эта организация проводила теракты в Европе, Азии и на Ближнем востоке; при этом Абу Нидаль пользовался поддержкой Ирака, Ливии и Сирии, получая от них снабжение и укрытие. Роберт Фиск со ссылкой на журналиста Патрика Сила утверждает, что Абу Нидаль работал на Моссад, равно как и на иракские, ливийские и сирийские спецслужбы.
Я злой дух спецслужб […] Я Абу Нидаль — ответ арабским страданиям и неудачам.
19 августа 2002 Абу Нидаля нашли застреленным в Багдаде. Обстоятельства остаются неясными до сих пор — возможно, он был ликвидирован по указанию Саддама Хусейна или российских спецслужб, возможно — покончил с собой.

## Террористическая деятельность
Абу Нидаль был ответственным за многие (не менее 120) теракты в более чем 20 странах. В результате этих терактов были убиты около тысячи человек.